# 斯陀含
斯陀含是部派佛教修行的位階、果位名稱，意为一还果，是沙門四果第二階成果成效，因此也稱為二果，在此之前則為須陀洹（初果、预流果），此之後則為阿那含（三果、不还果）。

## 含义
斯陀含為梵語，翻譯成漢語、中文的意思是「一往來」，佛經中也稱為「一上一還」，指的是：最多只会在天界与人间再往返一次，就能夠完全解脫，永遠出離輪迴。得一來果的聖者，又稱家家（kulaṃkula）。
須陀洹果與斯陀含果的成就，代表三無漏學中的戒行圓滿，因此得斯陀含果的聖者，不會投生三惡道，其定力與修行也不會退失，至多在天界與人間往返一次，就可以得到解脫。

## 特征
佛教修行具有科學態度，修行之後必須經由測試、驗證才能得知是否正確而無偏誤，此稱為「證果」，無論是漸修（逐漸提升修行成效）或頓悟（修行上有大幅斬獲）都必須進行驗證，正確後才算取得果位，否則必須持續修行，並再次進行驗證。
与初果须陀洹相比，二果除了拥有初果的三个特质（断我见、断疑見、断戒禁取）之外，再加上薄“贪、嗔”的特点。也就是说，二果圣者在修行的证得过程中，对世俗五欲生活（指财、色、名、食、睡，或者色、声、香、味、触）起了远离的心，欲望从根本上减少了。

## 大乘佛教
在北传大乘佛教体系裏，二果屬於小乘修行（羅漢道）的第二階成果成效，因此也稱為二果羅漢，在此之前則為須陀洹（初果羅漢），此之後則為阿那含（三果羅漢），基本意义与南传佛教相同。二果斯陀含等同圓教三信位。

## 相關參見
- 六道輪迴
- 聲聞乘
- 緣覺乘
- 雜阿含經的「沙門四果」
- 金剛經中的「實相無相四果性空分第九」（分第九，第九份的意思）中的「無惑斷無四果證」
- 須陀洹
- 阿那含
- 阿羅漢